# 世界边缘的拼图
《世界边缘的拼图》是中国漫画家捏口画的中国漫画，在《漫画秀》上连载。被说是魔法校园里的青春恋物语。剧情讲述在萌与魔法的异世界里的一轮冒险。